# Sanna socken
Sanna socken i Småland ingick i Tveta härad, upplöstes 1556 och området ingår i dagens Jönköpings kommun. I socknen fanns en kyrka, Sanda kyrka.
En del av Jönköping (Vättersnäs) belägen strax väster om Huskvarnaåns utlopp i Vättern ligger i sockenområdet. Platsen för kyrkan är sedan länge belägen under vattenytan på grund av erosion, som orsaktas av landhöjningen vid Vätterns utlopp Motala ström.

## Administrativ historik
Sanna socken har medeltida ursprung. 
I november 1556 uppgick socknen och församlingen i Ljungarums socken och församling, och en mindre del uppgick i Hakarps socken och församling.

### Fotnoter
1. ↑  platsen för gamla kyrkan
2. ↑  ”Förteckning (Sveriges församlingar genom tiderna)”. Skatteverket. 1989. http://www.skatteverket.se/privat/folkbokforing/omfolkbokforing/folkbokforingigaridag/sverigesforsamlingargenomtiderna/forteckning.4.18e1b10334ebe8bc80003999.html. Läst 17 december 2013.